# Resolvin

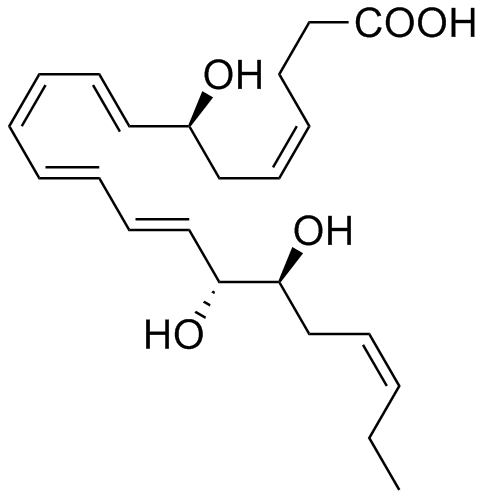
Resolvin D2 (RvD2)

Resolviny jsou vedlejší produkty metabolismu omega-3 mastných kyselin, především eikosapentaenové kyseliny (EPA) a dokosahexaenové kyseliny (DHA), dokosapentaenové kyseliny (DPA) a klupanodonové kyseliny. Podobně jako hormony působí ve formě autokoidů v podpoře obnovení normální buněčné funkce po zánětu po poranění tkáně. Resolviny patří do skupiny metabolitů polynenasycených mastných kyselin (PUFA) zvané též jako specializované proresolvinové mediátory (SPMs).